# Атли Эрварссон
Атли Эрварссон (исл. Atli Örvarsson; род. 7 июля 1970 в Акюрейри, Исландия) — исландский кинокомпозитор, член компании Ханца Циммера Remote Control Productions.

## Биография
Атли родился в известной в Исландии музыкальной семье. Его собственная карьера началась в раннем возрасте. Владея навыками игры на фортепиано и трубе, он гастролировал по Европе с несколькими исландскими поп- и джаз-коллективами. Сотрудничество с рок-группой под названием Sálin Hans Jóns Míns в 1990-х годах ознаменовалось выходом трёх платиновых и двух золотых альбомов.
В 1993 году Атли переехал в Америку, после того как он получил приглашение обучаться в Музыкальном колледже Беркли, расположенном в Бостоне. В колледже Атли изучал киномузыку и классическую композицию, окончив обучение с отличием. Следующей целью Атли стала степень Магистра искусств в области киномузыки, на которую он учился в Школе искусств Северной Каролины.
В 1998 году, завоевав престижное звание стипендиата Пита Карпентера, присваиваемое молодым композиторам, Атли перебрался в Лос-Анджелес, где включился в работу по созданию телевизионных программ под началом известного композитора Майка Поста. Атли участвовал в качестве композитора и оркестратора в производстве нескольких сериалов, в том числе «Закон и порядок», «Полиция Нью-Йорка» и «Прочная сеть». В Лос-Анджелесе Атли живёт вместе со своей женой Анной.
В 2006 году Ханц Циммер пригласил Атли в свою компанию по производству музыки для кино и компьютерных игр Remote Control Productions. В качестве членом этого проекта, Атли участвовал в создании музыки для таких кинохитов, как «Пираты Карибского моря: На краю Света», «Ангелы и демоны», «Симпсоны в кино» и «Отпуск по обмену». В качестве главного композитора Атли написал музыку к таким фильмам, как «Точка обстрела», «Вавилон нашей эры», «Последний конфедерат: История Роберта Адамса», «Четвёртый вид», «Кодекс вора», «Время ведьм», компьютерной игре Free Realms.

## Фильмография
| Год       |     | Русское название                             | Оригинальное название                                        | Роль       |
| --------- | --- | -------------------------------------------- | ------------------------------------------------------------ | ---------- |
| 2000      | ф   |                                              | Bad Dog                                                      | композитор |
| 2001      | ф   |                                              | …Or Forever Hold Your Peace                                  | композитор |
| 2001      | ф   |                                              | Lansdown                                                     | композитор |
| 2002      | ф   | Ходячие трупы                                | Dead Above Ground                                            | композитор |
| 2003      | ф   |                                              | Jacob’s Sound                                                | композитор |
| 2004      | ф   |                                              | Fear Within                                                  | композитор |
| 2004      | ф   |                                              | The Wager                                                    | композитор |
| 2003—2004 | с   | Прочная сеть                                 | Dragnet                                                      | композитор |
| 2005      | с   |                                              | Just Legal                                                   | композитор |
| 2002—2005 | с   | Закон и порядок: Преступное намерение        | Law & Order: Criminal Intent                                 | композитор |
| 2005      | ф   | Последний конфедерат: История Роберта Адамса | The Last Confederate: The Story of Robert Adams              | композитор |
| 2005      | в   | Стюарт Литтл 3: Зов природы                  | Stuart Little 3: Call of the Wild                            | композитор |
| 2006—2007 | с   | Шестеро                                      | Six Degrees                                                  | композитор |
| 2007      | док |                                              | Once Upon a Time in the South: Behind ’The Last Confederate’ | композитор |
| 2008      | ф   | Точка обстрела                               | Vantage Point                                                | композитор |
| 2008      | ф   | Вавилон нашей эры                            | Babylon A.D.                                                 | композитор |
| 2009      | ф   | Кодекс вора                                  | Thick as Thieves                                             | композитор |
| 2009      | ф   | Четвёртый вид                                | The Fourth Kind                                              | композитор |
| 2009      | ки  | Free Realms                                  | Free Realms                                                  | композитор |
| 2011      | ф   | Время ведьм                                  | Season of the Witch                                          | композитор |
| 2011      | ф   | Орёл Девятого легиона                        | The Eagle                                                    | композитор |
| 2010—2011 | с   | Закон и порядок: Лос-Анджелес                | Law & Order: Los Angeles                                     | композитор |
| 2011      | ф   |                                              | Pension Gengid                                               | композитор |
| 2012—…    | с   | Пожарные Чикаго                              | Chicago Fire                                                 | композитор |
| 2013      | ф   | Охотники на ведьм                            | Hansel and Gretel: Witch Hunters                             | композитор |
| 2013      | ф   | Улики                                        | Evidence                                                     | композитор |
| 2013      | ф   | Орудия смерти: Город костей                  | The Mortal Instruments: City of Bones                        | композитор |
| 2013      | ф   | Единственный выстрел                         | A Single Shot                                                | композитор |
| 2013      | ф   |                                              | Colette                                                      | композитор |
| 2014—…    | с   | Полиция Чикаго                               | Chicago P.D.                                                 | композитор |
| 2015      | ф   |                                              | Blóðberg                                                     | композитор |
| 2015      | ф   | Бараны                                       | Hrútar                                                       | композитор |
| 2015—…    | с   | Медики Чикаго                                | Chicago Med                                                  | композитор |
| 2016      | ф   | Почти семнадцать                             | The Edge of Seventeen                                        | композитор |

## Дискография
| Релизы | Релизы                                | Релизы                       | Релизы |
| ------ | ------------------------------------- | ---------------------------- | ------ |
| Год    | Название                              | Лейбл                        |        |
| 2008   | Vantage Point                         | Varèse Sarabande Records     |        |
| 2008   | Babylon A.D.                          | Varèse Sarabande Records     |        |
| 2009   | The Last Confederate                  | Solar Filmworks              |        |
| 2009   | The Fourth Kind                       | Varèse Sarabande Records     |        |
| 2010   | Season of the Witch                   | Relativity Media Soundtracks |        |
| 2011   | The Eagle                             | Silva Screen Records         |        |
| 2013   | Hansel & Gretel: Witch Hunters        | La-La Land Records           |        |
| 2013   | Evidence                              | Varèse Sarabande Records     |        |
| 2013   | The Mortal Instruments: City of Bones | Milan Records                |        |
| 2013   | Colette                               | MovieScore Media             |        |
| 2013   | A Single Shot                         | MovieScore Media             |        |
| 2015   | Chicago Fire: Season 1                | Lakeshore Records            |        |
| 2015   | Chicago Fire: Season 2                | Lakeshore Records            |        |

## Достижения
| Хронология номинаций и наград | Хронология номинаций и наград | Хронология номинаций и наград         | Хронология номинаций и наград                                     | Хронология номинаций и наград                                                             |
| Год                           | Результат                     | Событие                               | Категория                                                         | Номинируемое произведение                                                                 |
| ----------------------------- | ----------------------------- | ------------------------------------- | ----------------------------------------------------------------- | ----------------------------------------------------------------------------------------- |
| 2005                          | Награда                       | ASCAP Award                           | Топ телесериалов                                                  | Закон и порядок Закон и порядок: Специальный корпус                                       |
| 2006                          | Награда                       | ASCAP Award                           | Топ телесериалов                                                  | Закон и порядок Закон и порядок: Преступное намерение Закон и порядок: Специальный корпус |
| 2006                          | Награда                       | Киномузыкальный фестиваль в Парк-Сити | Художественный фильм: Выбор зрителей — лучшее воздействие музыкой | Последний конфедерат: История Роберта Адамса                                              |
| 2009                          | Номинация                     | World Soundtrack Awards               | Открытие года                                                     | Вавилон нашей эры                                                                         |
| 2012                          | Номинация                     | Премия «Эдда»                         | Лучшая музыка                                                     | Орёл Девятого легиона                                                                     |
| 2013                          | Награда                       | ASCAP Award                           | Топ телесериалов                                                  | Пожарные Чикаго                                                                           |